# Células B de la zona marginal

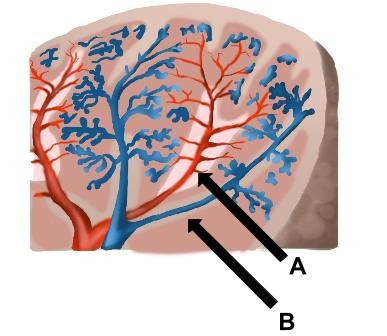
Pulpa blanca flecha A (WP en inglés). Pulpa roja flecha B, (RP en inglés).
Corte tangencial de folículos esplénicos, con vasos sanguíneos (en rojo y azul).

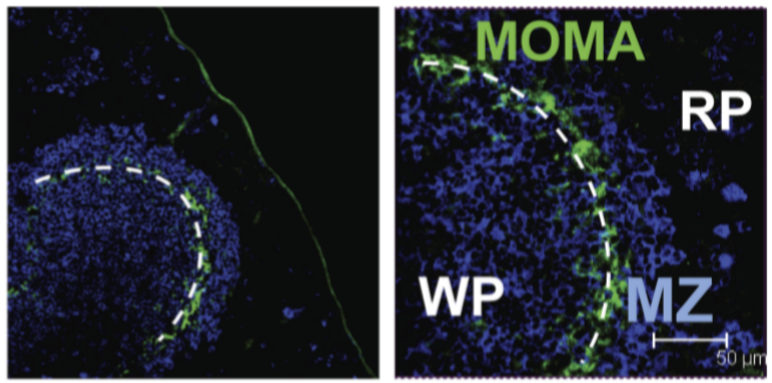
Zona marginal (MZ) puntos verdes (línea segmentada). Pulpa blanca (WP). Pulpa roja (RP) de un folículo esplénico.

Las células B de la zona marginal (MZ B en inglés) son células B maduras no circulantes que en humanos se separan anatómicamente en la zona marginal (MZ en inglés) del bazo y ciertos otros tipos de tejido linfoide.

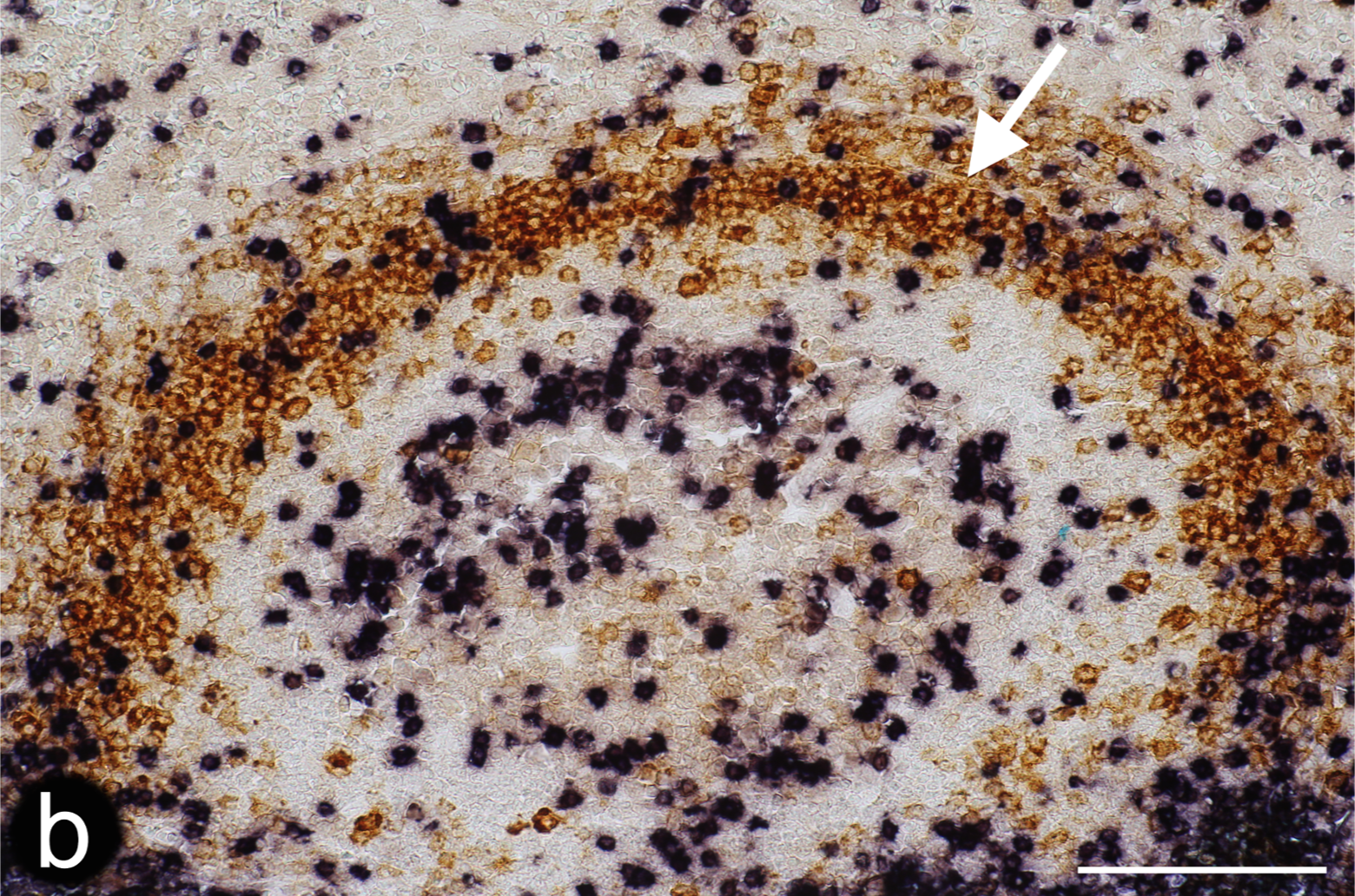
Células B en color marrón, dentro de la Zona marginal (MZ). Por debajo se localiza la zona de Pulpa blanca del folículo esplénico. Bazo humano.

La zona marginal (ZM) del bazo, contiene múltiples subtipos de macrófagos y células dendríticas entrelazadas con los linfocitos B (MZ B en inglés). Esta zona marginal no se forma completamente en roedores hasta 2 a 3 semanas después del nacimiento y pasados de 1 a 2 años en humanos.
Las células B de la ZM dentro de esta región típicamente expresan altos niveles de IgM, CD21, CD1, CD9 con niveles bajos o insignificantes de secreción de IgD, CD23, CD5 y integrina alfa M (CD11b), que ayudan a distinguirlos fenotípicamente de las células B foliculares (FO) y Células B B1. En humanos, las células B de la zona marginal (MZ B en inglés) esplénica, tienen evidencia de hipermutación somática en sus genes de inmunoglobulina, lo que indica que se han generado a través de una reacción del centro germinal para convertirse en células de memoria.

En los seres humanos, pero no en los roedores, las células de la zona marginal B también se encuentran en la pared interna del seno subcapsular de los ganglios linfáticos, el epitelio de las criptas amigdalinas y el área subepitelial de los tejidos linfoides asociados a la mucosa, incluido el domo subepitelial de placas intestinales de Peyer.
Al igual que las células B tipo B1, las células B de la ZM pueden desarrollarse rápidamente en las respuestas inmunes adaptativas tempranas de manera independiente de las células T. Las células B de la ZM están especialmente bien posicionadas como una primera línea de defensa contra los antígenos sistémicos transmitidos por la sangre que ingresan a la circulación y quedan atrapados en el bazo. Se cree que son especialmente reactivos a los componentes bacterianos de la pared celular y a los autoantígenos que son productos del envejecimiento. Las células B de la ZM también muestran un umbral de activación más bajo que sus contrapartes de células FO B con una mayor propensión a la diferenciación de células plasmáticas que contribuye aún más a la respuesta acelerada de anticuerpos primarios. En especímenes donde la tirosina quinasa para Pyk-2 ha sido eliminada, las células B de la zona marginal (MZ), no se desarrollarán mientras que las células B-1 aún estarán presentes.
Las células B de la MZ, son las únicas células B que dependen de la señalización de NOTCH2 para la proliferación. Las células B de la zona marginal son células malignas en los linfomas de la zona marginal, un grupo heterogéneo de linfomas.